# Lagos da Beira e Lajeosa
Lagos da Beira e Lajeosa (oficialmente: União de Freguesias de Lagos da Beira e Lajeosa) é uma freguesia portuguesa do município de Oliveira do Hospital, com 13,51 km² de área e 1127 habitantes (censo de 2021). A sua densidade populacional é 83,4 hab./km².

## História
Foi criada aquando da reorganização administrativa de 2012/2013,  resultando da agregação das antigas freguesias de Lagos da Beira e Lajeosa.

## Demografia
A população registada nos censos foi:
| Distribuição da População por Grupos Etários | Distribuição da População por Grupos Etários | Distribuição da População por Grupos Etários | Distribuição da População por Grupos Etários | Distribuição da População por Grupos Etários | Distribuição da População por Grupos Etários |
| -------------------------------------------- | -------------------------------------------- | -------------------------------------------- | -------------------------------------------- | -------------------------------------------- | -------------------------------------------- |
| Antes da agregação                           |                                              |                                              |                                              |                                              |                                              |
| Ano                                          | 0-14 anos                                    | 15-24 anos                                   | 25-64 anos                                   | >= 65 anos                                   | Total                                        |
| 2001                                         | 259                                          | 201                                          | 783                                          | 279                                          | 1522                                         |
| 2011                                         | 183                                          | 160                                          | 702                                          | 290                                          | 1335                                         |
| Após a agregação                             |                                              |                                              |                                              |                                              |                                              |
| Ano                                          | 0-14 anos                                    | 15-24 anos                                   | 25-64 anos                                   | >= 65 anos                                   | Total                                        |
| 2021                                         | 105                                          | 119                                          | 583                                          | 320                                          | 1127                                         |